# 西恩富戈斯省
西恩富戈斯省（西班牙語：Provincia de Cienfuegos）是古巴的十五个省份之一。它位于古巴中部地区的南边，是古巴最小的一个省。它与圣斯皮里图斯省和比亚克拉拉省原本都是拉斯维亚斯省的一部分。
全省的经济主要以产糖业为主，甘蔗种植与糖料加工比较普遍。在该省的山区有许多瀑布。
潜水运动在西恩富戈斯省很受当地人和旅游者的欢迎。全省有相当多的水下洞穴，而潜水地点一共有五十余个。
其省会西恩富戈斯是由法国殖民者于1819年建成，以法国的殖民建筑而著名，有“南部珍珠”（Perla del Sur）的美称。西恩富戈斯的历史中心城区（centro histórico）被联合国教科文组织评为世界文化遗产。

## 行政市区
1. 阿布莱乌斯
2. 阿瓜达德巴萨海洛斯
3. 西恩富戈斯
4. 克鲁塞斯
5. 古玛那亚瓜
6. 拉哈斯
7. 帕尔米拉
8. 罗达斯